# L'Héroïne de Gdansk
Pour plus de détails, voir Fiche technique et Distribution.
L'Héroïne de Gdansk (Strajk – Die Heldin von Danzig ; Strajk – bohaterka z Gdańska) est un film historique germano-polonais réalisé en polonais, à Gdańsk, par Volker Schlöndorff et sorti en 2007.

## Synopsis
L’histoire d’une ouvrière des chantiers navals de Gdańsk, inspiré du parcours d’Anna Walentynowicz, cofondatrice du syndicat polonais Solidarność et finalement évincée par Lech Wałęsa.

## Fiche technique
- Réalisation : Volker Schlöndorff
- Scénario : Andreas Pflüger, Sylke Reñe Meyer
- Photographie : Andreas Höfer
- Scénographie : Robert Czesak
- Musique : Jean-Michel Jarre
- Montage : Peter Przygodda, Wanda Zeman
- Costumes : Ewa Krauze (pl)
- Producteurs exécutifs : Jürgen Haase, Maciej Ślesicki, Jolanta Rojek, Jörg Rothe, Alexander Ris
- Production : Arte, Mediopolis Film, PAISA Films Warschau, Provobis Film
- Durée : 104 minutes
- Format : 35 mm
- Langue originale : polonais
- Genre : Film historique
- Dates de sortie : 
  - Canada : 11 septembre 2006 (Festival international du film de Toronto)
  - Pologne : 23 février 2007
  - Allemagne : 8 mars 2007
  - États-Unis : 29 juin 2007

## Distribution
- Katharina Thalbach : Agnieszka Kowalska-Walczak
- Andrzej Chyra : Lechek / Lech Wałęsa
- Dominique Horwitz : Kazimierz
- Wojciech Solarz : Krystian
- Raphaël Remstedt : Krystian enfant
- Andrzej Grabowski : Henryk Sobecki, président du conseil d'entreprise, le père de Krystian
- Dominique Horwitz : Kazimierz Walczak, mari d'Agnieszka
- Dariusz Kowalski (pl) : Bochnak, chef d'équipe
- Wojciech Pszoniak : Kamiński
- Krzysztof Kiersznowski : Mateusz
- Maria Maj : Chomska
- Ewa Telega (pl) : Mirka
- Barbara Kurzaj (pl) : Elwira
- Joanna Bogacka (pl) : Szymborska
- Henryk Gołębiewski (pl) : Marek
- Magdalena Smalara (pl) : Renata
- Wojciech Kalarus (pl) : professeur
- Marta Jankowska (pl) : ouvrière
- Krzysztof Gordon (pl) : greffier
- Jowita Budnik (pl) : Dobrowolska
- Dorota Kolak (pl) : femme de Kamiński
- Dariusz Siastacz (pl) : ouvrier
- Adam Trela (pl) : Jagielski